# Styringomyia leucoplagia
Styringomyia leucoplagia är en tvåvingeart som beskrevs av Alexander 1953. Styringomyia leucoplagia ingår i släktet Styringomyia och familjen småharkrankar.
Artens utbredningsområde är Madagaskar. Inga underarter finns listade i Catalogue of Life.